# Luigi Busi
Luigi Busi (Bologna, 7 maggio 1837 – Bologna, 31 maggio 1884) è stato un pittore italiano.
È stato tra gli artisti più innovativi sulla scena bolognese di metà Ottocento. I suoi meriti artistici sono stati riconosciuti anche a livello ufficiale, egli difatti ottenne la nomina di Socio onorario presso l’Accademia di Belle Arti di Milano, di Bologna e di Perugia, oltre al titolo di Cavaliere dell’Ordine della Corona d’Italia.

## Biografia
Luigi Busi, figlio di Giuseppe Busi e di Maria Passarotti, a 12 anni entra a far parte del Collegio Artistico Venturoli frequentando contemporaneamente anche i corsi di Clemente Alberi e Napoleone Angiolini in Accademia.
L’artista si fa notare all’Esposizione della Società Protettrice di Bologna del 1855 con l’opera Giacobbe e Rachele e due anni dopo presenta alla medesima esposizione il Ritratto di Nicolò de’ Lapiprima del supplizio .
Nel 1857 realizza inoltre il Ritratto dell’amministratore conte Agostino Salina con il quale si aggiudica il Pensionato Angiolini e parte per Roma.
Tra il 1858 e il 1862 visita Firenze, Genova, Torino e Milano, aggiornandosi sulle novità stilistiche e formali proposte dagli artisti progressisti, come Domenico Morelli, Francesco Saverio Altamura e Stefano Ussi, che influenzano profondamente la sua arte. Probabilmente a questi anni risale la conoscenza di Telemaco Signorini, con cui nasce una profonda amicizia destinata a durare nel tempo.
Nel 1862 realizza Le ultime ore del Doge Foscari, prova finale della Pensione Angiolini.
L’anno seguente partecipa con nove opere all’Esposizione delle Accademie dell’Emilia Romagna, ottenendo una menzione onorevole. Del 1863-64 è il capolavoro Torquato Tasso e il Cardinale Cinzio Aldobrandini nel convento di Sant’Onofrio a Roma, selezionato per l’Esposizione universale di Parigi del 1867. Tra il 1866 e il 1871 esegue il ritratto di Cavour e Minghetti, Cristoforo Colombo e Vittorio Emanuele II e le annessioni per il Salone del Risorgimento del marchese Luigi Pizzardi.
Nel corso degli anni Settanta Luigi Busi abbandona la pittura di storia per dedicarsi alla rappresentazione di scene famigliari ambientate in deliziosi interni borghesi, tra cui Gioie materne, I primi passi, Visita alla puerpera. Partecipa all’Esposizione Nazionale di Parma (1870) e di Napoli (1877), e a diverse edizioni delle Esposizioni di Milano, ricevendo apprezzamenti dalla critica.
Nel 1872 è nominato Cavaliere dell’Ordine della Corona d’Italia per i meriti artistici, l’anno seguente riceve una medaglia all’Esposizione Universale di Vienna e nel 1878 è all’Esposizione Universale di Parigi.
Alla pittura degli affetti, affianca opere di soggetto religioso come il grande dipinto del Martirio dei SS. Vitale e Agricola per la chiesa bolognese dedicata ai due santi, le decorazioni della Cappellina di Villa Hercolani Belpoggio a Bologna e la cupola del Santuario della Beata Vergine del Piratello, nei pressi di Imola, in collaborazione con Luigi Samoggia e Alessandro Guardassoni.
Tra le decorazioni a fresco si ricordano i plafond del Teatro Comunale di Bologna (1861-66), del Teatro Lauro Rossi di Macerata (1870) e del Teatro Marrucino di Chieti (1874), oltre alle decorazioni di alcuni ambienti della Banca d’Italia di Firenze (1870), dei soffitti dell’atrio e delle sale d’aspetto della nuova stazione di Bologna (1875-76) e della Sala Rossa del Palazzo Comunale di Bologna (1876-77), realizzate con l’ausilio di Luigi Samoggia.
Agli anni Ottanta risalgono le opere murali della Sala Greca e della Sala degli Etruschi nel Museo civico archeologico di Bologna (1881) e le commissioni imolesi ottenute insieme al Samoggia di Palazzo Pighini e Palazzo Vacchi Suzzi.
Colpito da infermità mentale nel 1882 è ricoverato per alcuni mesi nel manicomio presso Villa Sbertoli a Pistoia. Al 1883 risale la sua ultima partecipazione pubblica all’Esposizione Nazionale di Roma e l’anno seguente, sopraffatto dalla malattia, muore a Bologna all’età di soli 47 anni. Viene sepolto alla Certosa di Bologna nella tomba di famiglia.
Nel 2018 l’Associazione Bologna per le Arti gli ha dedicato la prima mostra monografica, a cura di Stella Ingino. In questa occasione è stato inoltre pubblicato il primo catalogo interamente dedicato all’artista.

## Galleria d'immagini

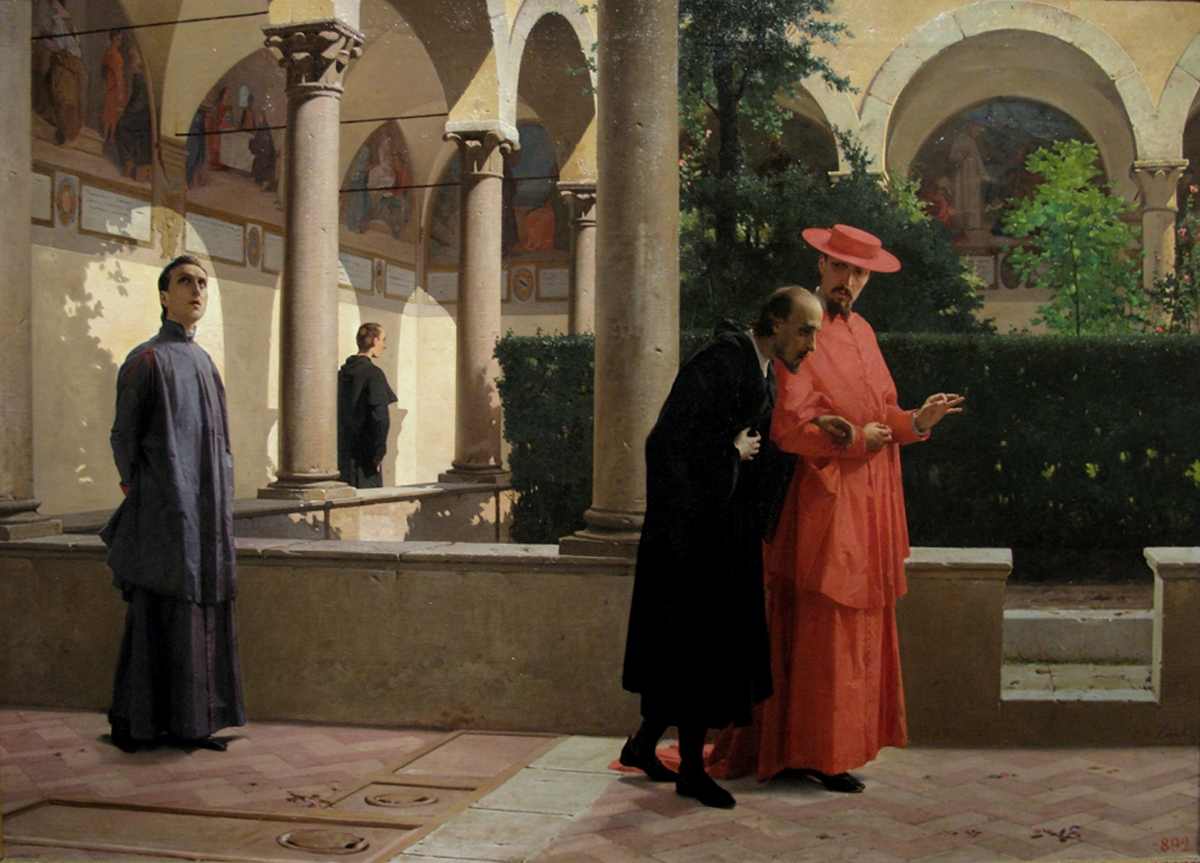
Luigi Busi, Torquato Tasso e il Cardinale Cinzio Aldobrandini nel convento di Sant’Onofrio a Roma, 1863-64, Pinacoteca Nazionale di Bologna
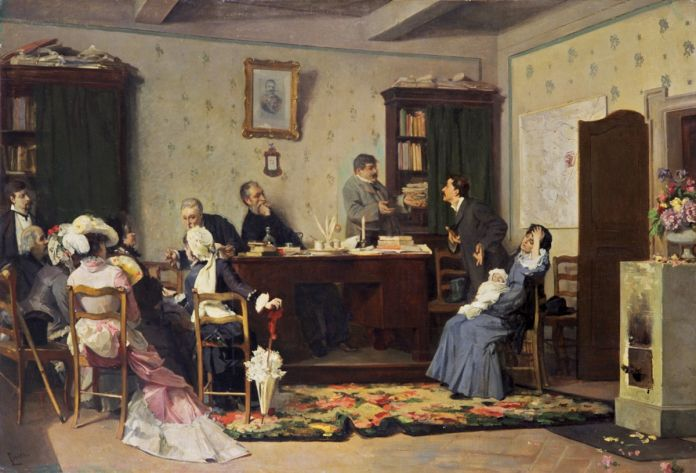
Luigi-Busi, Conseguenze di un matrimonio celebrato col solo rito religioso, 1875, Collezione Privata
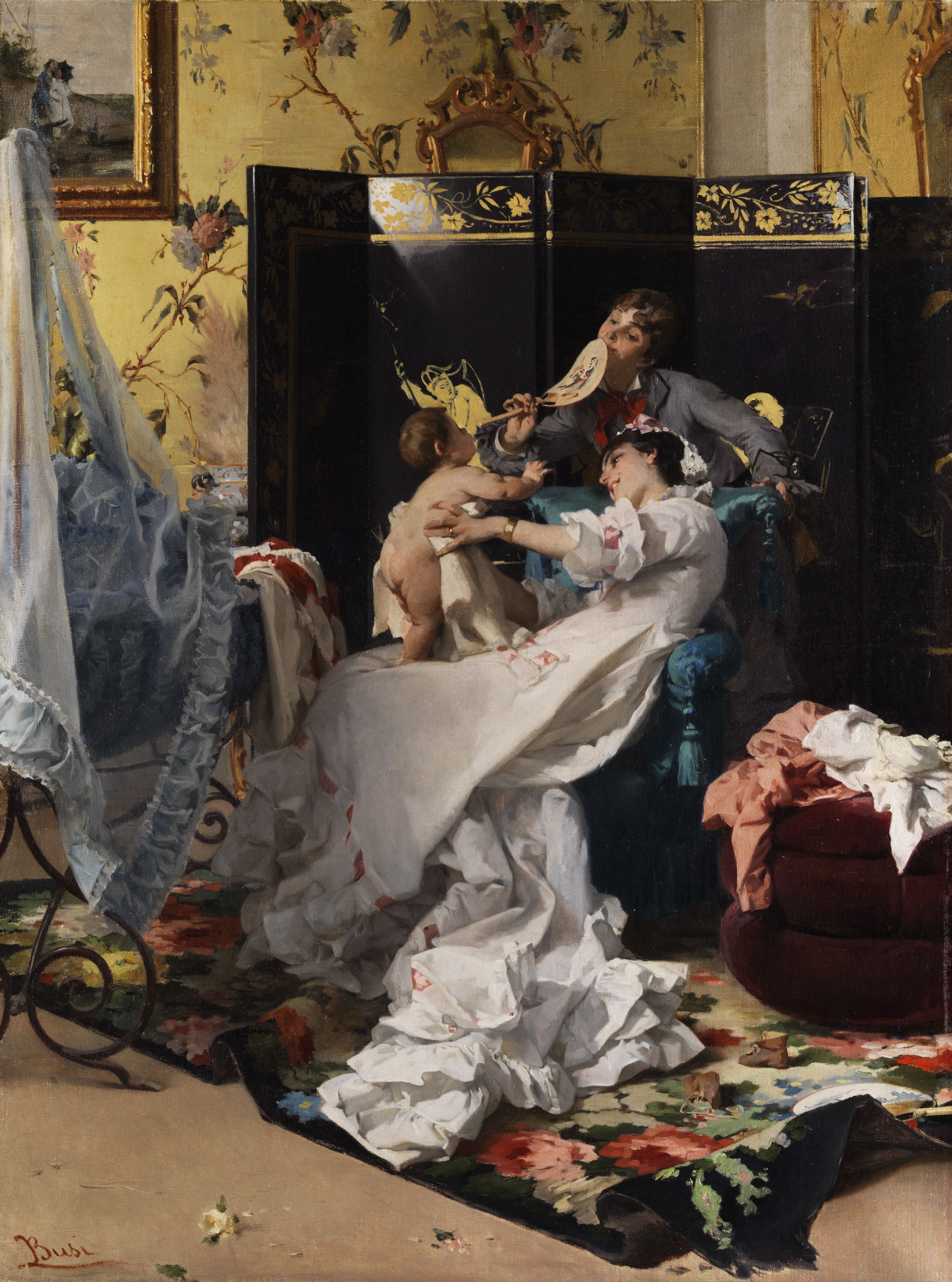
Gioie materne, Collezione Privata
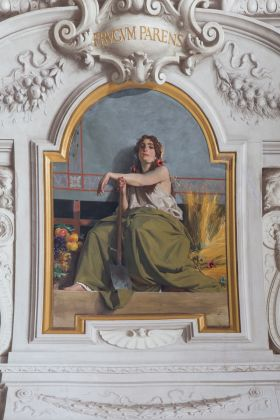
Luigi Busi e Luigi Samoggia, Decorazioni a fresco sulla volta della Sala Rossa in Palazzo d'Accursio a Bologna; una delle allegorie dedicate alla prosperità e al progresso dipinte dopo l’Unità d’Italia.
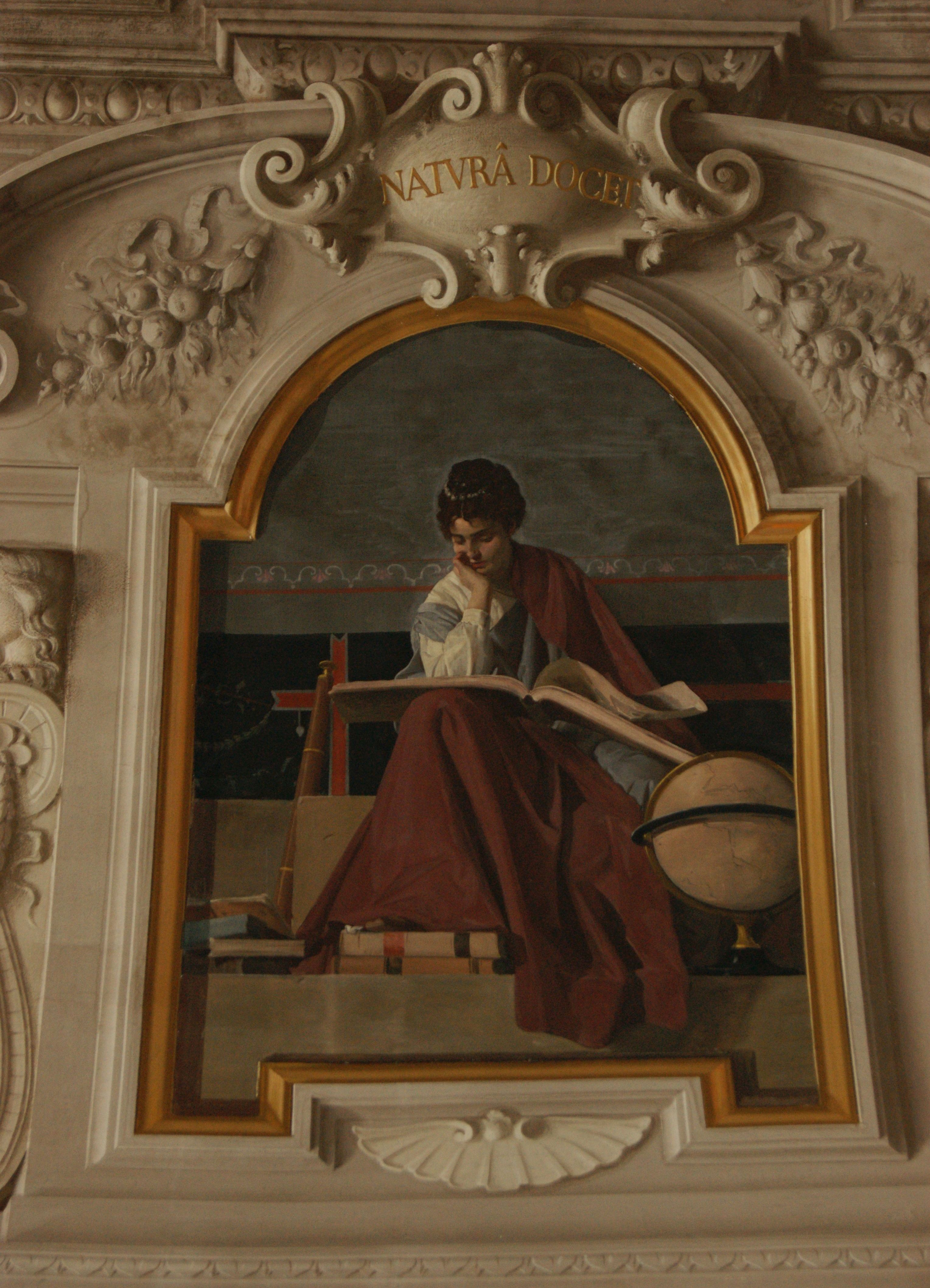
Luigi Busi e Luigi Samoggia, Decorazioni a fresco sulla volta della Sala Rossa in Palazzo d'Accursio a Bologna; una delle allegorie dedicate alla prosperità e al progresso dipinte dopo l’Unità d’Italia.

## Opere principali
- Giacobbe e Rachele, 1855, olio su tela, 209x139,5 cm, collezione privata
- Ritratto di Nicolò de Lapi prima del supplizio, 1855, olio su tela, 215x165 cm, Collezioni d'Arte e di Storia della Fondazione Cassa di Risparmio in Bologna
- Ritratto amministratore conte Agostino Salina, 1857, olio su tela, 105x77,5 cm, Fondazione Collegio Artistico Venturoli, Bologna
- Il paggio e la duchessa, 1862, olio su tela, 99 x 73 cm. Museo dell'Ottocento, Bologna
- Le ultime ore del Doge Foscari, 1862, olio su tela, 232x152,5 cm, Fondazione Collegio Artistico Venturoli, Bologna
- La confessione di Isabella Orsini a Paolo Giordano, 1862-63, olio su tela, 108x89 cm, Pinacoteca Nazionale di Bologna
- Torquato Tasso e il Cardinale Cinzio Aldobrandini nel convento di Sant'Onofrio a Roma, 1863-64, olio su tela, 116x175 cm, Pinacoteca Nazionale di Bologna
- Via degli Orefici, 1865, olio su tela, 100x80 cm, BNL Gruppo BNP Paribas
- L. Busi e L. Samoggia, Teatro Comunale di Bologna (plafond), 1866
- Cavour e Minghetti, 1866, olio su tela, 280x160 cm, Museo civico del Risorgimento, Bologna
- Cristoforo Colombo, 1868-70, olio su tela, 280x160 cm, Regione Emilia-Romagna, Bologna
- Monaca in contemplazione (o Amore e voto), s.d., olio su tela, 77x98 cm, Gallerie degli Uffizi, Galleria d’Arte Moderna di Palazzo Pitti, Firenze
- Giuseppe Busi, 1870, olio su tela, 99x79 cm, Museo internazionale e biblioteca della musica di Bologna
- L. Busi e L. Samoggia, decorazione alcune sale della Banca d'Italia (sede di Firenze), 1870
- L. Busi e L. Samoggia, Teatro Lauro Rossi di Macerata (plafond) 1870
- Tutti hanno il loro nido, s.d., olio su tela, 79x61 cm, Galleria Nazionale d’Arte Moderna e Contemporanea, Roma
- L. Busi e L. Samoggia, Teatro Marrucino di Chieti (plafond), 1874
- La commendatizia, 1874, olio su tela, 65x81 cm, Galleria d’Arte Moderna, in deposito presso l’Accademia di Brera, Milano
- Conseguenze di un matrimonio celebrato col solo rito religioso, s.d., olio su tela, 94x140 cm, collezione privata
- Le gioie materne, s.d., acquerello su carta, 26 x 36 cm, Museo dell'Ottocento, Bologna
- Martirio dei Santi Vitale e Agricola, 1873, Chiesa dei Ss. Vitale e Agricola in Arena, Bologna
- L. Busi e L. Samoggia, decorazioni per la nuova stazione di Bologna, 1875-76 (oggi distrutte)
- L. Busi e L. Samoggia, decorazioni della Sala Rossa, Palazzo d’Accursio, Bologna, 1876-77
- L. Busi, L. Samoggia, A. Guardassoni, decorazioni della Cappellina di Villa Hercolani Belpoggio, Bologna, 1879-80
- Decorazione Sala dei Greci e Sala degli Etruschi, Museo civico Archeologico, Bologna
- L. Busi e L. Samoggia, decorazione dello scalone, Palazzo Vacchi Suzzi, Imola, 1880 ca.
- L. Busi e L. Samoggia, decorazione della cupola, Santuario della Madonna del Piratello, Imola 1881